# Paraíso (Castelo de Paiva)
Paraíso, auch São Pedro do Paraíso genannt, ist ein Ort und eine ehemalige Gemeinde (Freguesia) im Norden Portugals.
Paraíso gehört zum Kreis Castelo de Paiva im Distrikt Aveiro. Die Gemeinde hatte eine Fläche von 21,9 km² und 924 Einwohner (Stand 30. Juni 2011).
Am 29. September 2013 wurden die Gemeinden Paraíso, Raiva und Pedorido zur neuen Gemeinde União das Freguesias de Raiva, Pedorido e Paraíso zusammengeschlossen.